# Roger Audiffred
Pour les articles homonymes, voir Audiffred.
Roger Audiffred est un impresario et producteur français né le 17 septembre 1914 à Paris où il est mort le 9 décembre 1954.

## Biographie
Roger Audiffred est le fils du chanteur et producteur de spectacle Émile Audiffred. Il débute très jeune le métier d'agent artistique. Il est mobilisé en 1939 pendant la Seconde Guerre mondiale, et s'engage à nouveau dans l'armée française à la fin de la guerre.
Emile Audiffred confie L'Agence Audiffred à son fils Roger Audiffred en 1942, ensemble ils produiront du Music-Hall-Cirque à Medrano et par la suite au Cirque d'Hiver, mais également au Grand Cirque de Bordeaux, d'Amiens, de la Rochelle et de Bruxelles...
À partir des années 1930, l'agence Audiffred s'occupera de nombreuses tournées en France et à l’international de Maurice Chevalier et de Joséphine Baker mais également de Tino Rossi, Rina Ketty, Henry Garat, Reda Caire...., Les Opérettes Marseillaise avec les grandes Tournées Audiffred.
En 1945 Roger Audiffred devient directeur artistique des programmes de "la société Parisienne des spectacles Audiffred" au cirque d'hiver de Paris mais également du cirque d'Amiens et de Bordeaux.

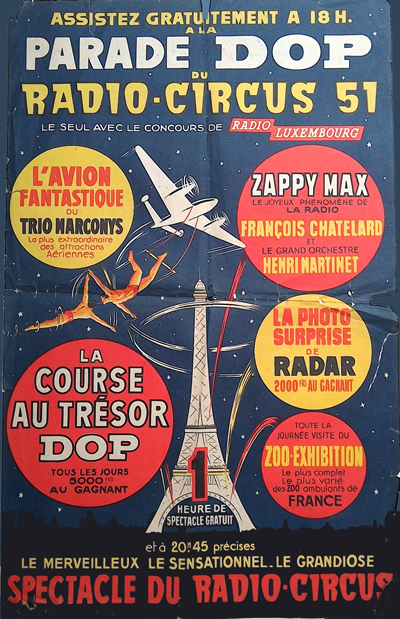
Affiche d'un spectacle de l'agence Audiffred

En 1949 Roger Audiffred et Jean Coupan lancent l'un des plus grands Cirques d’Europe : le Radio Circus, en association avec Lucien Jeannet, Alexis Gruss senior et son frère André Gruss. Le Radio Circus fait sa réputation avec le mélange de cirque et de jeux radiophoniques. Ils seront animés par les célèbres Zappy Max et Marcel Fort dans le Grand Chapiteau de la famille Gruss-Jeannet, pour le fameux quitte ou double et des célèbres Gala Reine d'un Jour avec l'animateur vedette Jean Nohain. Le spectacle a été conçu, réalisé et distribué par Les spectacles de Paris-Audiffred et Cie, mise en ondes par René Marc et diffusée Le mardi à 20 h sur Radio Luxembourg dirigé par Louis Merlin, et par la suite sur radio Monte Carlo. Ces manifestations publiques, qui rassemblent entre 10 et 20 000 personnes en moyenne, sont également une opération de communication de la marque de shampooing Dop.
En 1952 Roger Audiffred crée le Radio Théâtre parrainé par Maurice Chevalier et en tournée dans toute la France.
Roger Audiffred sera également impresario pour les artistes: Yves Montand, Tino Rossi, Joséphine Baker, Reda Caire, Laurel et Hardy, Lucienne Boyer, Luis Mariano, André Claveau, Marie Bizet et d'un grand nombre d'artistes de Cirques comme Grock, Fratellini, Zavatta, Lulu et Tonio, le Trio Marconys... Aux obsèques de Roger Audiffred (mort prématurément à 40 ans) beaucoup de personnalités du cirque et du music-hall étaient présentes, comme le chanteur Tino Rossi très ému à l'église Saint-Léon de Paris (XVème).
Sa femme Georgette Audiffred continua l'activité artistique de l'Agence Audiffred pour le Music-Hall et le Cirque jusqu'en 1971. Elle s'occupera entre autres du début de carrière du chanteur de rock Vince Taylor avec l'exclusivité d'Eddy Barclay, Les Chats Sauvages, Dick Rivers, Gilbert Bécaud, Charles Aznavour, Petula Clark, Dalida, Marcel Amont, Johnny Hallyday, Jacqueline Boyer, Guy Bedos et Sophie Daumier...avec comme collaborateurs Yves Gordon, Ribet et Marquet et un court passage de Jean-Claude Camus. L'agence Audiffred en 1969 s'associe avec L'agence américaine William Morris Agency.
Il est enterré au cimetière central de Toulon.

## Vie privée
Il épouse le 20 septembre 1936 Georgette Mermin. Il aura deux filles; Andrée Audiffred et Nicole Audiffred-Simonnot née le 3 juillet 1944, décédée le 4 novembre 2013.